# Bombus terrestris
Bombus terrestris és una espècie d'himenòpter de la família dels àpids. És un dels borinots més comuns a Europa i també als Països Catalans. El seu nom específic (terrestris) fa referència al fet que desenvolupa les seves colònies sota terra en nius abandonats de petits rosegadors.

## Morfologia

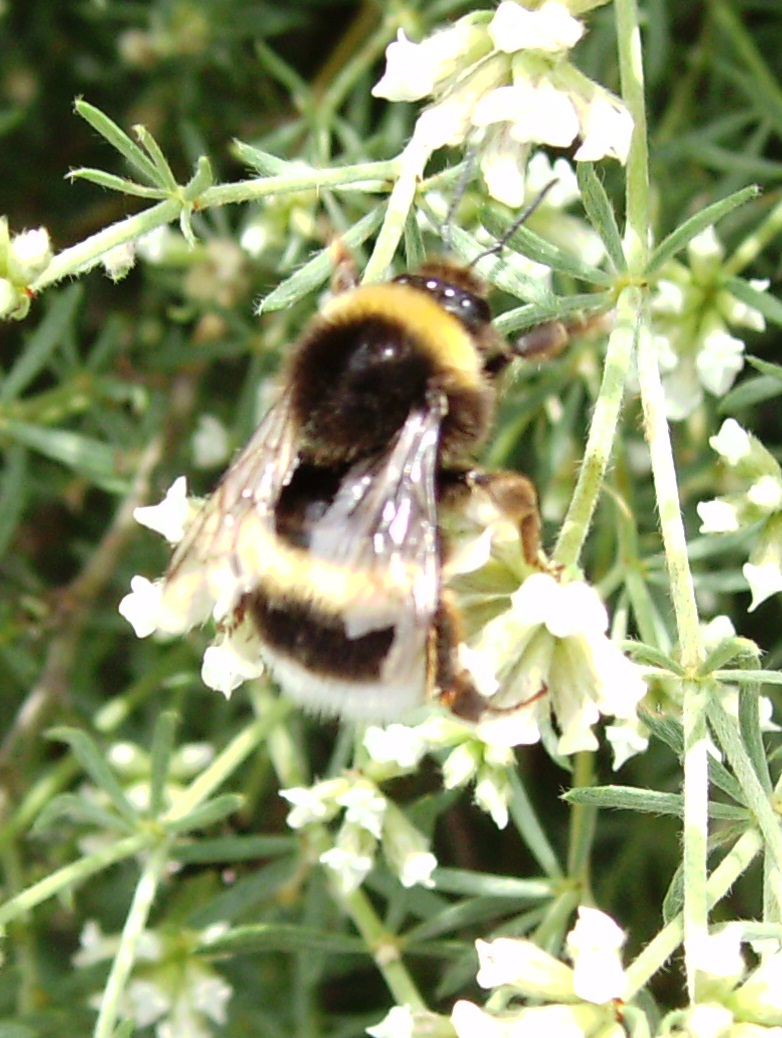
B. terrestris pol·linitzant una botja d'escombres

Es caracteritza per tenir el final de l'abdomen de color blanc i per ser un borinot de mida molt gran. La reina fa de 2 a 2,7 cm de llarg mentre que les obreres fan d'1,5 a 2 cm.

## Ecologia
Els primers borinots d'aquest tipus que es veuen a la primavera (també a l'hivern en clima mediterrani) són les reines, ja que aquest és l'únic membre de la colònia que hiverna. La reina és molt més gran que les obreres que apareixen més tard. Quan la reina troba una font de nèctar adequada (per exemple d'ametller) comença a buscar un lloc adient per fundar una colònia.
Els nius són subterranis i aprofita caus abandonats de petits rosegadors. Dins els nius la reina construeix uns recipients amb forma d'àmfora per emmagatzemar nèctar i també fa un magatzem de pol·len.
La reina pon una petita quantitat d'ous. Una vegada que els ous es desclouen té cura de les larves alimentant-les amb nèctar i pol·len. Les larves faran una pupa i quan hagin passat dues setmanes més emergiran les primeres obreres les quals sortiran a buscar aliment per la colònia i tindran cura de les larves. La majoria de les obreres recullen el nèctar i el pol·len de plantes a pocs metres del niu, per bé que podent volar fins a 13 km del niu.
Cap a finals d'estiu la reina pon ous no fertilitzats que originaran mascles els quals només agafen aliment per a ells mateixos i que finalment s'aparellaran amb les reines. La posta d'altres ous, les larves dels quals reben alimentació més rica que la resta, esdevindran noves reines.
Sembla que l'aparellament en els cas de Bombus terrestris és amb un únic mascle, l'abella de la mel i la majoria dels àpids, en canvi, tenen un aparellament múltiple.
Quan arriba la tardor amb l'arribada d'un temps fred moren tots aquests borinots excepte les reines que seran les que fundaran una nova colònia.

## Bombus terrestrisi la pol·linització dins d'hivernacles
A partir de la dècada de 1980 es va començar a comercialitzar nius de B. terrestris en caixes de cartró per tal de pol·linitzar certs conreus dins d'hivernacles que tenen unes condicions ambientals difícils per a les abelles de la mel. En el cas de la flor de la tomaquera la vibració que produeix aquest borinot incrementa el rendiment i la qualitat dels fruits. L'exportació de Bombus terrestris amb aquesta finalitat a zones del món on no s'hi troba de manera natural dona lloc al risc que es converteixi en una espècie invasora. Davant d'això Austràlia i el Japó han prohibit la seva importació mentre que els Estats Units han optat per utilitzar una espècie de Bombus autòctona.